# Improphantes potanini
Improphantes potanini là một loài nhện trong họ Linyphiidae.
Loài này thuộc chi Improphantes. Improphantes potanini được Andrei V. Tanasevitch miêu tả năm 1989.